# Fortnight
"Fortnight"는 래퍼 포스트 말론이 피처링한 미국의 싱어송라이터 테일러 스위프트의 노래이다. 2024년 4월 19일에 그녀의 11번째 스튜디오 앨범 《The Tortured Poets Department》의 리드 싱글로 발매되었다.